# Laura Lilli
Laura Lilli (Roma, 11 marzo 1937 – Roma, 31 dicembre 2014) è stata una giornalista e scrittrice italiana.

## Biografia
Figlia di Virgilio Lilli (giornalista e scrittore) e di Maria Carolina Antinori (collaboratrice della Metro-Goldwyn-Mayer e nipote di Domenico Gnoli), ha frequentato il Liceo Tasso a Roma e la Davie's School a Londra. Laureatasi in Filosofia alla Sapienza di Roma nel 1960, si è specializzata in Studi Americani negli Stati Uniti allo Smith College (Northampton, Massachusetts) e alla Yale University (New Haven, Connecticut).
Sposata con il giornalista de L'Unità Ugo Baduel, fu una femminista militante dai primi anni settanta e partecipò alle esperienze delle riviste Quarto mondo (1971) e Compagna (1972). In seguito pubblicò saggi sulla condizione della donna nella grande stampa e fece parte del gruppo Controparola.
È scomparsa nel 2014 all'età di 77 anni.

## Laura Lilli, giornalista e scrittrice
Scrittrice e giornalista letteraria, ha cominciato a pubblicare nel 1963 su Il Mondo di Mario Pannunzio con articoli sugli Stati Uniti e, dopo avere collaborato a La Stampa , al Corriere della Sera e a Panorama, ha fatto parte del Globo negli anni Settanta e della redazione "Cultura" de la Repubblica fin dalla fondazione (dicembre 1975). 
È autrice di saggi, di narrativa e di poesia. Nel 1997 ha vinto il Premio Nazionale Alghero Donna di Letteratura e Giornalismo sezione poesia, con la silloge poetica, intitolata "Dolce per le formiche". Ha collaborato alla pubblicazione di vari volumi curandone l'edizione e scrivendo prefazioni e postfazioni. Ha collaborato con numerose riviste. 

## Fondo Laura Lilli
Nel 2016 tutti suoi libri, scritti, materiale grigio, carteggio e riviste sono state donate alla Biblioteca italiana delle donne di Bologna dove è stato istituito il Fondo Laura Lilli.
Nel 2017 è cominciato il lungo processo di gestione del fondo. Le fasi di lavoro sono state sostanzialmente due, divise in tre azioni principali. La prima fase – studio, ricognizione, valutazione, preselezione e prima inventariazione del materiale librario – ha permesso di individuare alcuni nuclei tematici e predisporre una prima selezione e relativa ipotesi di destinazione in altre in biblioteche sia bolognesi che fuori Bologna. Nella seconda fase del lavoro, cominciata tra la fine del 2018 e il 2019, sono state individuate le diverse biblioteche interessate ad accogliere alcuni nuclei del fondo e sono stati avviati tutti gli scambi con le/i responsabili per definire i termini della collaborazione/donazione – quantità di volumi, mobilitazione del fondo, indicazioni per la catalogazione dei libri per segnalare in maniera uniforme l’indicazione di provenienza al fine di rendere rintracciabile la consistenza.
Ultima fase dal 2019-2021 e quella della catalogazione dei libri conservati alla Biblioteca delle donne (oltre 1500) che sono tutti disponibili per il prestito, mentre i materiali d'archivio sono ancora in fase di lavorazione.

## Opere

### Varie
- 1980 - Zeta o le zie, romanzo sperimentale (Edizioni delle donne/Tascabili Bompiani nel 1989)
- 1993 - La Coccodrilla/Capri adagio molto allegro (Edizioni La Conchiglia)

### Poesie e narrativa
- 1996 - Dolce per le formiche/Sweet to Ants (Empiria)
- 2000 - I quartieri dell'anima - Enrico Benaglia in viaggio con i poeti - a cura di Gabriella Sobrino (Gruppo Arion)
- 2001 - Otto quarti d'ora/Catchlines (Empiria)
- 2001 - La donna, gli amori - a cura di Gabriella Sobrino e Antonietta Garzia, introduzione di Paolo Crepet (Loggia de' Lanzi)
- 2003 - Alberi angeli e gatti/Favole da novembre a marzo e viceversa (Empiria)
- 2004 - Versocapri - Antologia poetica del Novecento a cura di Riccardo Esposito (Edizioni La Conchiglia)
- 2004 - Io sono il titolo - autoritratti in  versi di poeti contemporanei a cura di Sergio Zuccaro  (Nuova stampa)
- 2007 - Il Buon Dio e la tartaruga/ The Good God and the Turtle (Empiria).

### Interviste
- 1987 - Ortiche e Margherite (Essedue)
- 1995 - Voci dall'Alfabeto - Interviste con Sciascia, Moravia, Eco nei decenni Settanta e Ottanta (Minimum Fax)
- 2001 - Passioni & parole (La Tartaruga)

### Saggi
- 1977 - Perché la stampa femminile? (Libreria editrice Italo Bovolenta)
- 1979 - Care compagne - Il femminismo nel Pci e nelle organizzazioni di massa con Chiara Valentini (Editori Riuniti)
- 1979 - Stampa in Lessico politico delle donne (edizioni Gulliver)
- 1991 - La guerra, il cuore e la parola (Ombra editrice)
- 1992 - Il conflitto i conflitti - Guerra e autonomia politica delle donne
- 1975-1994 - La stampa femminile in Storia della stampa italiana a cura di Valerio Castronovo e Nicola Tranfaglia, vol. V (La stampa italiana del neocapitalismo) e VII (La stampa italiana nell'età della tv) (Laterza);
- 1995 - L'informazione al femminile in Studiare da giornalista vol.I, Teoria e pratica, a cura di Gianni Faustini, (Ordine dei Giornalisti, Consiglio Nazionale, Roma)